# Nariño
Nariño és un departament de Colòmbia, anomenat així en honor d'Antonio Nariño, una persona considerada precursora de la independència en traduir i divulgar la Declaració Universal dels Drets Humans a Colòmbia. El departament és ubicat al sud-oest del país, a la frontera amb Equador i a l'oceà Pacífic. La seva capital és San Juan de Pasto.
Nariño consta de tres grands regions: La plana del Pacífic, la serralada andina (conformada per les subregions conca del Juanambú - Patía, Valle de Atriz - Galeras i les planures d'Ipiales i Túquerres) tocant el vessant amazònic.
El clima varia segons les altituds: calorós a la riba del Pacífic i fred a la banda muntanyosa, on hi viu la major part de la poblcació, situació que es repeteix en sentit Nord-Sud. El departament és essencialment agrícola i ramader.

## Municipis
1. Albán
2. Aldana
3. Ancuya
4. Arboleda
5. Barbacoas
6. Belén
7. Buesaco
8. Chachagüí
9. Colón (Génova)
10. Consaca
11. Contadero
12. Córdoba
13. Cuaspud
14. Cumbal
15. Cumbitara
16. El Charco
17. El Rosario
18. El Tablón
19. El Tambo
20. Francisco Pizarro
21. Funes
22. Guachucal
23. Guaitarilla
24. Gualmatán
25. Iles
26. Imues
27. Ipiales
28. La Cruz (Colòmbia)
29. La Florida
30. La Llanada
31. La Tola
32. La Unión, Nariño
33. Leiva (Colòmbia)
34. Linares
35. Los Andes
36. Magui
37. Mallama
38. Mosquera (Colòmbia)
39. Olaya Herrera
40. Ospina
41. San Juan de Pasto
42. Policarpa
43. Potosí
44. Providencia
45. Puerres
46. Pupiales
47. Ricaurte
48. Roberto Payán
49. Samaniego (Colòmbia)
50. San Bernardo
51. Sandona
52. San Lorenzo
53. San Pablo
54. San Pedro de Cartago
55. Santa Barbara
56. Santacruz
57. Sapuyes
58. Taminango
59. Tangua
60. Tumaco
61. Tuquerres
62. Yacuanquer